# Cyclophora unifasciata
Cyclophora unifasciata là một loài bướm đêm trong họ Geometridae.